# إم 249
إم 249 (بالإنجليزية: M249)‏ هو مدفع رشاش خفيف، صنع بواسطة شركة إف إن هيرستال البلجيكية، وهو نسخة مطورة من سلاح إف إن مينيمي يبلغ وزنه فارغاً 7.7 كجم، وبالذخيرة 10 كجم، وهو السلاح المستخدم لقوات المشاة في الجيش الامريكي، حيث يعمل بقوة ضغط الغاز ويغذى بالطلقات عن طريق خزينة ملحقة به أو شريط يتفكك تلقائياً بعد خروجه من جسم السلاح ويمكن حمله وأستخدامه بواسطة فرد واحد، وينتج نيران تمثل في دقتها نيران البندقية مع كثافة النيران العالية. بدأ دخوله الخدمة لأول مرة في بداية الثمانينات وله وضعان لاطلاق النار، الوضع العادي وينتج 750 طلقة /دقيقة، والوضع الاقصى ويصل إلى 1000 طلقة /الدقيقة، ويمكن حمل السلاح أو ارتكازه على حامل ثنائي أو ثلاثي الارجل. يستخدم مع الرشاش سبطانة احتياطية (لتبديل السبطانة الأساسية بعد فترة من إطلاق الرصاص وارتفاع حرارتها)، والاسلوب الاساسي للتغذية بالطلقات هو شريط ذو 200 طلقة أو أكثر.

## مواصفات السلاح
- طول السبطانة : 465 مم

- قطر السبطانة : 5.56 مم

- الوزن والخزينة فارغه : 7.7 كجم

- الوزن والخزينة مليئه : 10.1 كجم

- اقصي مدى : 3600م

- المدي الفعال أو القاتل : 800م

- سرعة الطلقة : 915 م /ث

- معدل النيران : 650-850 طلقة /الدقيقة
- سعة شريط الطلقات: 200 طلقة
- سعة الخزينة : 30 طلقة

## تاريخ الاستخدام وردود الفعل

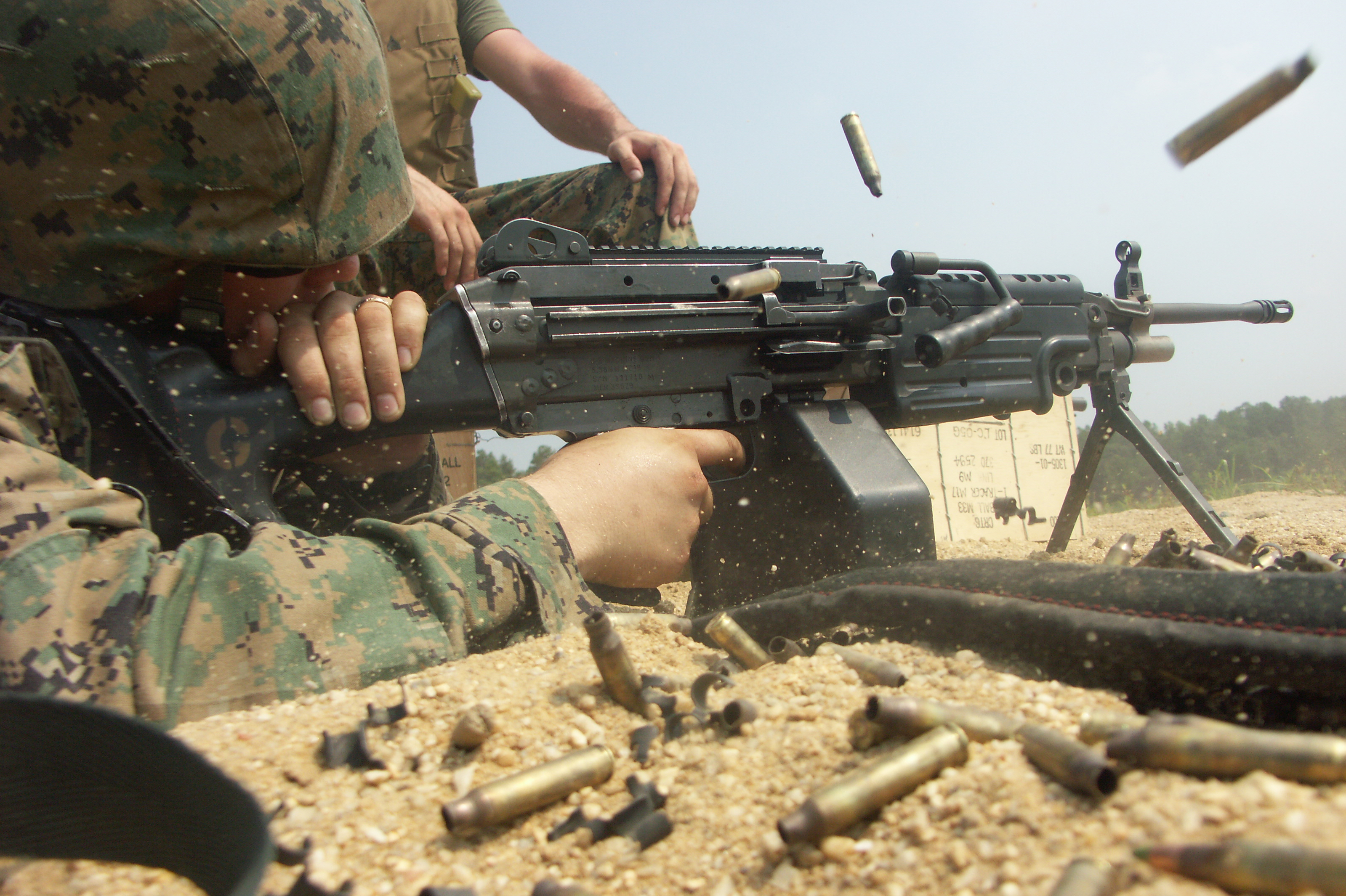

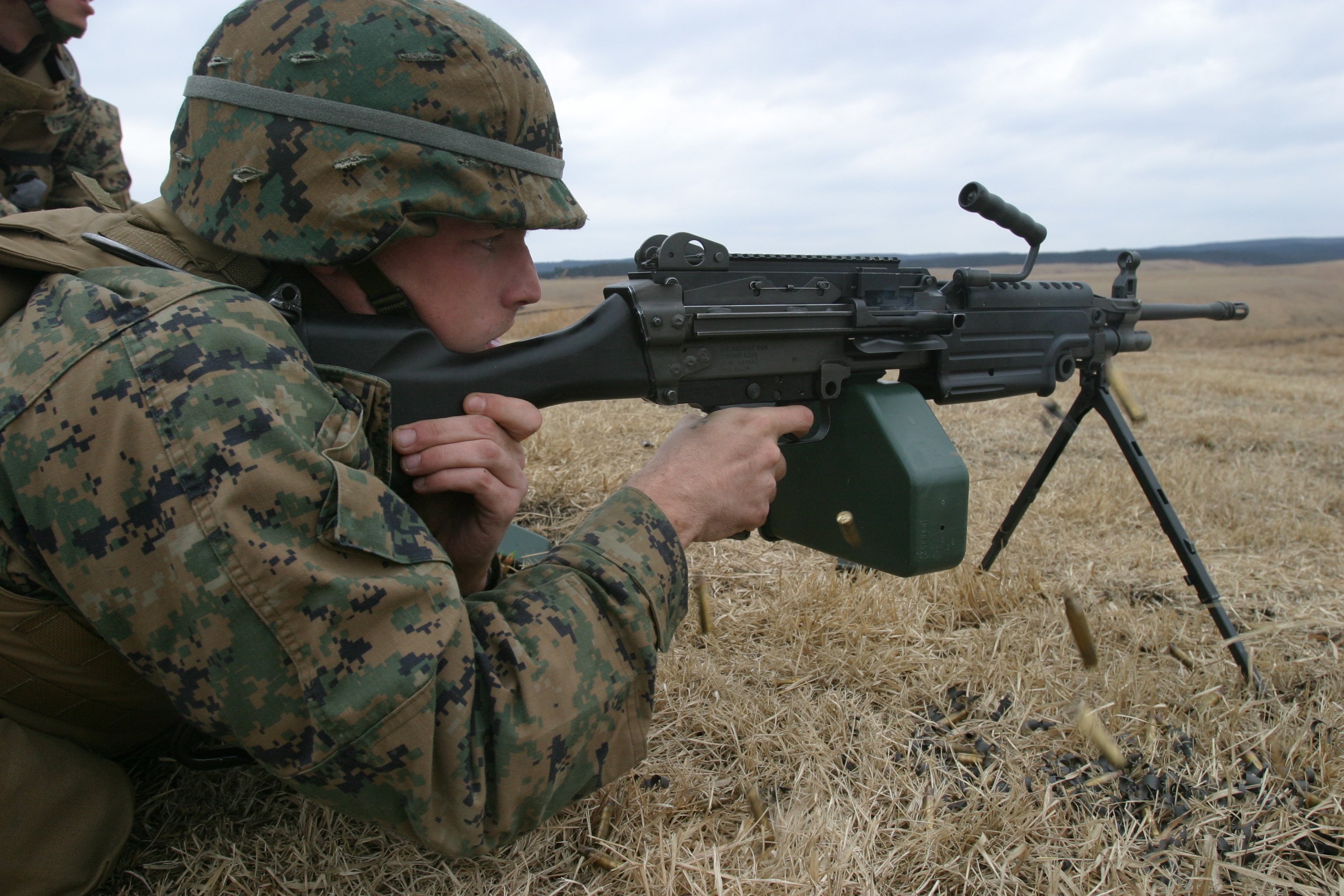

دخل سلاح إم 249 الخدمة في عام 1984 تحت اسم M249 SAW. وكانت ردود الأفعال الأولية تجاه البندقية متباينه مابين مشيد بفاعليتها عند إستخدامها بالارتكاز على سطح الأرض، وبين ناقم عند إستخدامها واقفاً بالارتكاز على الكتاف أو الورك، وكانت هناك العديد من الشكاوى حول انسداد الأسلحة بالرمل بعد الاستخدام المطول في البيئة الصحراوية، ولكن تم الإشادة بقوة إطلاقه الناريه وتحمل السلاح. لم يستخدم سلاح إم 249 بكثرة قبل عام 1991، ولكن شهد انتشاراً واسعاً في الاستخدام بعد حرب الخليج الثانية في عدة صراعات منها، نشر أفراد القوات الأمريكية في الصومال عام 1993 والبوسنة عام 1994 وكوسوفو عام 1999 وأفغانستان عام 2001 وغزو العراق عام 2003.

## المستخدمون
- أفغانستان
- الأرجنتين[5]
- كولومبيا[6]
- جمهورية التشيك[7]
- جورجيا[8]
- المجر[9]
- العراق[10]
- لبنان[11]
- نيبال[12]
- الفلبين[13]
- تايلاند[14]
- الولايات المتحدة[15]

### مستخدمون سابقون
- جمهورية أفغانستان الإسلامية، إصدار كمدفع رشاش خفيف للجيش الوطني الأفغاني.[16]